# Robert C. Allen
Pour les articles homonymes, voir Robert Allen (homonymie) et Allen.
Robert (Bob) C. Allen (né le 10 janvier 1947) est professeur d'histoire de l'économie à New York University Abu Dhabi (en).

## Biographie
Il suit des études d'histoire et il obtient son baccalauréat au Carleton College, Minnesota en 1969 and son doctorat à l'université Harvard en 1975. 
Il a été professeur depuis 1973, d'abord au Hamilton College puis à partir de 1975 à l’école d’économie (en) de l’Université de la Colombie-Britannique. 
Depuis 2000 il travaille à l’Université d’Oxford, et à partir de 2002 il est professeur d'histoire de l’économie et sociétaire du Nuffield College,.
Bob Allen a pris sa retraite de l'Université d'Oxford en 2013. Il est aujourd'hui professeur émérite d'histoire économique à l'Université de New York à Abu Dhabi.
Historien de l'économie, ses sujets de recherche ont trait aux révolutions agricoles, aux changements technologiques et aux politiques publiques. Il est connu pour avoir inventé le terme de pause d'Engels.
Il a remporté le prix Ranki de l'association d'économie historique pour ces travaux de 1992 et 2003.

## Publications
- Enclosure and the Yeoman: The Agricultural Development of the South Midlands, 1450-1850 (1992)
- Farm to Factory: A Re-interpretation of the Soviet Industrial Revolution (2003)
- Engels' Pause: A Pessimist`s Guide to the British Industrial Revolution, Economics Series Working Papers 315, University of Oxford, Department of Economics, 2007
- The British Industrial Revolution in Global Perspective (2009), Cambridge University Press  (ISBN 978-0-521-68785-0)
- Global economic history: a very short introduction, 2011
- Introduction à l'histoire économique mondiale, Coll. Grands Repères-Manuels, La Découverte, 2014, 168 p.
- The Industrial Revolution: a very short introduction, OUP Oxford, 2017